# Mary Lawler
Mary Lawler (Minneapolis, 25 november 1944) is een schaatsster uit de Verenigde Staten. Ze vertegenwoordigde haar vaderland op de Olympische Winterspelen 1964 in Innsbruck.

## Resultaten

### Olympische Spelen
| Jaar | Plaats    | Resultaten                  |
| ---- | --------- | --------------------------- |
| 1964 | Innsbruck | 7e 500 meter 19e 1000 meter |

### Wereldkampioenschappen
| Jaar | Plaats       | Resultaten   |
| ---- | ------------ | ------------ |
| 1964 | Kristinehamn | 17e Allround |

## Persoonlijke records
| Afstand    | Tijd    | Datum            | Baan             |
| ---------- | ------- | ---------------- | ---------------- |
| 500 meter  | 46,40   | 21 januari 1964  | Kristinehamn     |
| 1000 meter | 1.41,00 | 21 februari 1963 | Oost-Berlijn     |
| 1500 meter | 2.33,70 | 21 januari 1964  | Colorado Springs |
| 3000 meter | 5.34,80 | 23 januari 1964  | Oost-Berlijn     |